# Peunaga Pasi
Peunaga Pasi is een bestuurslaag in het regentschap Aceh Barat van de provincie Atjeh, Indonesië. Peunaga Pasi telt 312 inwoners (volkstelling 2010).